# Süßes Kaufhaus

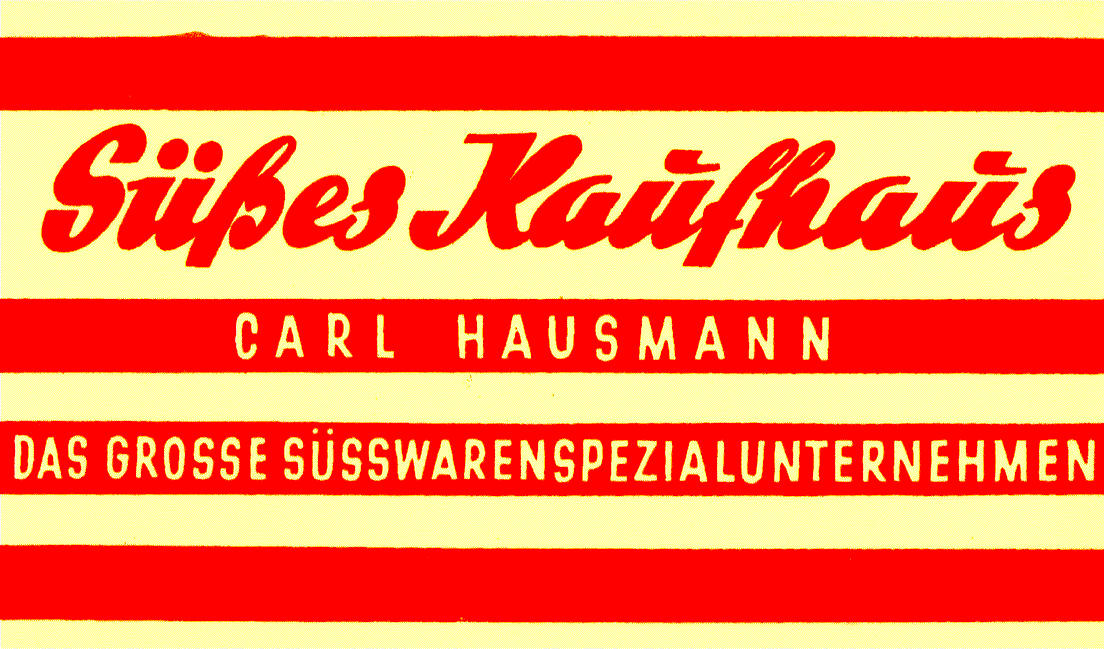
Logo der Urfirma und des Hauptgeschäftzweigs "Süßes Kaufhaus"

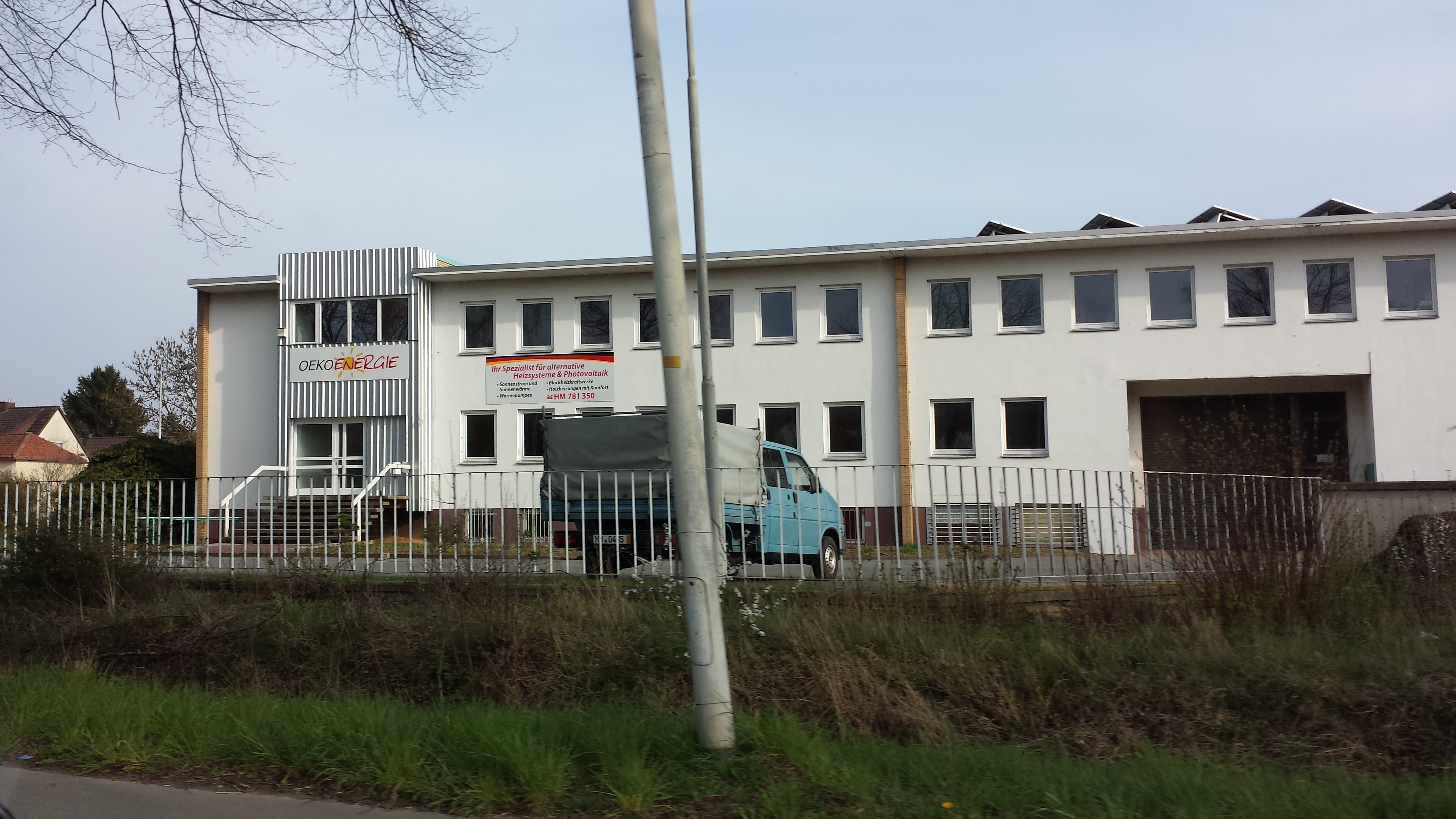
Ehem. Zentrale der Verwaltung Hausmann OHG / Süßes Kaufhaus OHG von der B1 in Hameln-Klein Berkel aus gesehen. Mittlerweile Sitz verschiedener anderer Firmen

Die Verwaltung Hausmann OHG mit Sitz in Hameln war eine deutsche Confiseriekette, Betreiber von Einkaufszentren und Sportanlagen. Die Verwaltung Hausmann OHG war der Öffentlichkeit besser unter dem Namen ihres Gründungs- und Kerngeschäftes „Süßes Kaufhaus“ bekannt. In seiner Blütezeit zählte das Unternehmen bundesweit über 200 Filialen. Die Unternehmensgruppe beschäftigte zu jener Zeit 600 Mitarbeiter.

## Geschichte
Die Verwaltung Hausmann OHG wurde 1954 als „Süßes Kaufhaus“ in Hameln gegründet. Geschäftsführer war von der Gründung bis zur Insolvenz Carl Hausmann. Im Laufe der Zeit wurde aus dem Süßigkeiten-Fachhandel eine breit gefächerte Unternehmensgruppe mit einer eigenen Keksfabrik, einer Parfümeriekette, Café-Kette sowie einem Einkaufspark und Sportzentrum. 1961 erfolgte der Umzug in die neu errichtete Firmenzentrale in Hameln-Klein Berkel mit eigener Kaffeeröstung und einem vollautomatisierten Lager. Inhaber und Geschäftsführer Carl Hausmann zeigte sich hier als sehr sozialer und großzügiger Firmeninhaber, indem er, zunächst ein Dutzend, Eigenheime für Betriebsangehörige errichten ließ. Später folgten weitere. 1968 baute (und 1969 eröffnete) die Verwaltung Hausmann OHG vor den Toren der Stadt Hameln im heutigen Stadtteil Klein Berkel den Multi-Markt, ein Einkaufszentrum mit zahlreichen Einzelhändlern. Dieser Einkaufspark war zu jener Zeit einzigartig in ganz Norddeutschland.

### Tochterunternehmen
| Name                                                                             | Branche                                | Standort            | Ende                                                    |
| -------------------------------------------------------------------------------- | -------------------------------------- | ------------------- | ------------------------------------------------------- |
| Süßes Kaufhaus OHG (Urfirma)                                                     | Confiserie                             | Hameln-Klein Berkel | Verkauf an die Imhoff Industrie Holding / Stollwerck AG |
| Hausmann KG                                                                      | Immobilienverwaltung                   | Hameln-Klein Berkel | Insolvenz                                               |
| multimarkt Lebensmittel- und Verbrauchsgüter - Handelsgesellschaft mbH & Co. OHG | Einkaufszentrum                        | Hameln-Klein Berkel | Verkauf                                                 |
| Rösterei Mareno                                                                  | Kaffee-Rösterei                        | Hameln-Klein Berkel | geschlossen                                             |
| Mocca-Tasse                                                                      | Kaffee-Verk.-Filialen                  | Hameln-Klein Berkel | geschlossen                                             |
| Emmerthaler Keksfabrik GmbH KG                                                   | Süßwaren                               | Emmerthal           | Verkauf                                                 |
| Parfümerie Cornelius GmbH & Co                                                   | Parfümerie                             | Hameln-Klein Berkel | Insolvenz                                               |
| Mode-Textil-Center Hausmann OHG                                                  | Textilien                              | Hameln              | geschlossen                                             |
| Tennis-Center                                                                    | Sportzentrum                           | Hameln-Klein Berkel | Verkauf                                                 |
| Praline                                                                          | Spezialitäten-Confiserie               | Hameln              | geschlossen                                             |
| Confiserie Mareno AG                                                             | Pralinenmanufaktur                     | Zürich              | Verkauf an die RAD OIL AG                               |
| Die Eisdiele                                                                     | Eisdielen                              | Hameln              | geschlossen                                             |
| JOY                                                                              | Edle Glas und Porzellanwaren, Andenken | Hameln              | Verkauf                                                 |
| Cafés                                                                            | Exclusive Cafés                        | Hameln-Klein Berkel | Verkauf                                                 |

### Filialen
| Name                 | Anzahl Filialen |
| -------------------- | --------------- |
| Süßes Kaufhaus       | 200             |
| Parfümerie Cornelius | 11              |
| Mocca-Tasse          | 10              |
| Die Eisdiele         | 3               |
| Praline              | 1               |

### Auflösung und Insolvenz
Anfang der 1990er Jahre geriet das Unternehmen durch die schnelle Expansion und Spekulationen mit dem Yen in finanzielle Schwierigkeiten, so dass Teile des Unternehmens verkauft werden mussten. Zunächst wurde der Multi-Markt an einen Kölner Konzern verkauft. Es wurden unrentable Filialen und defizitäre Betriebsabteilungen geschlossen, so leistete sich das Unternehmen über Jahre eine eigene Kfz-Werkstatt, eine eigene Ladenbau- und eigene Dekorationsabteilung. Doch alle diese Maßnahmen führten nicht dazu, das Unternehmen aus der Verlustzone zu führen, und so wurde 1994 die Urfirma, das Süße Kaufhaus, mit seinen verbliebenen 130 Filialen an den Stollwerck-Konzern verkauft. Der Verkauf bedeutete das Ende der Verwaltung Hausmann OHG. 1996 meldete sie mit den verbliebenen Tochterfirmen beim Amtsgericht Hameln Insolvenz an. Bis zum 1. Juni 1997 wurden die übrigen Firmen liquidiert und die letzten Mitarbeiter entlassen.